# 7-Aminonaftalen-2-ol
7-Aminonaftalen-2-ol, também chamado de 7-amino-2-naftol, 2-amino-7-naftol, 2-amino-7-hidroxinaftaleno ou 7-amino-2-naftalenol é o composto orgânico de fórmula C10H9NO, SMILES C1=CC(=CC2=C1C=CC(=C2)O)N e massa molar 159,18456 g/mol. É classificado com o número CAS 93-36-7 e CBNumber CB0875806.
É intermediário na síntese do corante castanho mordente 65.